# Deinypena praerupta
Deinypena praerupta là một loài bướm đêm trong họ Noctuidae.